# Ogygopsis
Ogygopsis is een geslacht van uitgestorven trilobieten, dat leefde tijdens het Midden-Cambrium.

## Beschrijving
Deze acht centimeter lange trilobiet was breed elliptisch en regelmatig gewelfd. De centrale as liep over de gehele lengte taps toe. De glabella was bijna rechthoekig en raakte bijna de kopschildrand, bezat dicht bij het midden staande middelgrote ogen en driehoekige wangen, die uitliepen in korte genale stekels. De acht segmenten tellende thorax had diep gegroefde pleurae. Het uitzonderlijk grote staartschild, dat qua lengte zelfs het kopschild overtrof, bevatte een lange centrale as. Het staartgedeelte bevatte diep gegroefde pleurae. Dit bodembewonende geslacht leefde in de zeeën van het continentaal plat.

## Classificatie
Ogygopsis is het typegeslacht van de Ogygopsidae (soms opgenomen in de Dorypygidae), een familie van trilobieten in de orde van de Corynexochida. Deze orde omvat een groot aantal geslachten die exclusief in het Cambrium leefden en waren uitgerust met een elliptisch schild en een groot pygidium. Ogygopsis is bekend dankzij de vele fossiele resten die zijn gevonden in het beroemde Burgess Shale-veld in Brits Columbia in Canada.